# András Beck
 (mars 2011).
Si vous disposez d'ouvrages ou d'articles de référence ou si vous connaissez des sites web de qualité traitant du thème abordé ici, merci de compléter l'article en donnant les références utiles à sa vérifiabilité et en les liant à la section « Notes et références ».
Pour les articles homonymes, voir Beck.
András Beck, né le 13 janvier 1911 à Alsógöd et mort le 13 décembre 1985 à Clamart, est un sculpteur et médailleur d'origine hongroise. Ami de nombreux musiciens, peintres  et écrivains célèbres [Qui ?] de son époque, il a notamment réalisé les bustes ou masques de Béla Bartok, Saint-John Perse, Thomas Mann.

## Biographie
Il s'exile en France en 1956.
András Beck est mort en 1985 à Clamart, renversé par une automobile alors qu'il se rendait à son atelier, installé au Cerisier, sa résidence à cette époque. La nouvelle de sa mort a été rapidement transmise, notamment en Hongrie, par un communiqué transmis à Radio France international le jour de son décès par son ami, le poète et novelliste français Charles François Walker. Il est enterré au cimetière communal de Clamart.

## Œuvre
Il a réalisé une statue en plâtre de Jan Palach, conservée au musée de Meudon. En 2010, une copie réduite en bronze est inaugurée sur le campus de Sciences Po Dijon.

## Legs et hommages
Lors de l'entrée, en 1972, dans la Bibliothèque de la Pléiade du poète Saint-John Perse pour l'édition de ses Œuvres complètes, la photographie du Masque de Saint-John Perse, couvert à la feuille d'or, a été utilisé par les éditions Gallimard pour illustrer le volume.
En 1993, le musée d'art et d'histoire de Meudon reçoit en donation une partie importante des sculptures, médailles et dessins entreposés dans son atelier au sous-sol des Cerisiers, chez lui, lors de sa mort. Son épouse Heidy Beck veilla, après son décès, à la transmission de ses œuvres en confiant à Charles Walker, notamment, la mission d'exécuteur testamentaire en vue de la dévolution des œuvres par le notaire choisi par elle. La ville de Meudon possède un exemplaire de l'ensemble La Liberté, exposé dans un parc public municipal.

## Prix
- Prix Kossuth (1949)
- Prix Mihály Munkácsy (1950)
- Prix Péter Balassa (2010)

### Sources
- (hu) József Ladányi, Gyula Kövi, Júlia Cserba, « Beck András », sur artportal.hu
- (hu) László Élesztős (dir.) et Sándor Rostás (dir.), Magyar nagylexikon III. (Bah–Bij) [« Grande encyclopédie hongroise »], Budapest, Akadémiai kiadó, 1994, 431 p. (ISBN 963-05-6821-7)
- (hu) Péter Fitz (dir.), Kortárs magyar művészeti lexikon [« Encyclopédie de l'art hongrois contemporain »], t. 1, Budapest, Enciklopédia Kiadó, 1999 (ISBN 963-8477-44-X), « Beck András », p. 197-198